# همه‌چیز درباره آنا
همه‌چیز دربارهٔ آنا (انگلیسی: All About Anna) فیلمی اروتیک با صحنه‌های صریح جنسی محصول سال ۲۰۰۵ است. کارگردانی فیلم را جسیکا نیلسون بر عهده داشته و نقش‌های اصلی آن را گری بی، اویدی و مارک استیونز بازی کردند.